# Erika Simmank-Heinze
Erika Simmank-Heinze (geb. Simmank; * 24. Januar 1927 in Dresden; † 2023) war eine deutsche Bühnen- und Kostümbildnerin, Malerin und Grafikerin.

## Leben und Werk
Erika Simmanck absolvierte von 1943 bis 1945 eine Lehre als Elektroassistentin. Von 1948 bis 1953 studierte sie bei Karl von Appen an der Hochschule für Bildende Künste Dresden. Danach war sie bis 1955 dessen Assistentin am Staatstheater Dresden. Von 1955 bis 1962 arbeitete sie als Bühnen- und Kostümbildnerin an den Landesbühnen Sachsen. Die ersten Arbeiten Erika Simmanks waren die Figurinen für die prächtigen Kostüme für Maxim Gorkis Kleinbürger und Mozarts Cosi fan tutte.
1956 heiratete sie den Bildhauer Helmut Heinze, der von ihr u. a. eine Porträtplastik schuf. 1959 wurde ihr Sohn Christof geboren, 1962 Ludwig.
Einer ihrer frühen Künstlerfreunde war der Maler und Grafiker Gunter Herrmann, der nach ihrer Heirat ihr Zimmer in Dresden beziehen konnte.
Ab 1962 war Erika Simmank-Heinze als Kostümbildnerin selbständig tätig. Sie lebte in Dresden und zuletzt in Kreischa und arbeitete u. a. für die Felsenbühne Rathen, das Staatstheater Dresden, die Oper Leipzig und das Fernsehen der DDR. Für die Welsh National Opera in Cardiff entwarf sie 1977 die Kostüme zu Tschaikowskis Oper Pique Dame. Für die Deutsche Staatsoper in Berlin entwarf sie 1975 die Kostüme für Eugen Onegin und zuletzt 1983 die Kostüme für Lohengrin in der Regie von Theo Adam, ein „von Medien und Kritikern in Ost und West gleichermaßen mit Argusaugen beobachtetes Prestigeobjekt.“
Dann verabschiedete sie sich von der Bühnenarbeit und nahm sie als Malerin am Wiederaufbau bzw. der Restaurierung bedeutender Dresdner Bauwerke wie der Semperoper, der Gemäldegalerie Alte Meister, des Bergpalais von Schloss Pillnitz, des Italienischen Dörfchens und des barocken Teils des Hotels Bellevue teil.
2013 schenkt Erika Simmank-Heinze dem Richard-Wagner-Museum der Richard-Wagner-Stätten Graupa 31 Blätter ihrer Kostümentwürfe zum Lohengrin.

## Mitgliedschaften
- 1962–1990: Verband Bildender Künstler der DDR
- ab 1990: Sächsischer Künstlerbund

## Ausstellungen (unvollständig)

### Einzelausstellungen
- 2009: Pirna, Galerie am Plan („Kostümentwürfe für das Theater“)
- 2015/2016: Graupa, Jagdschloss (Kostümentwürfe zu Lohengrin)
- 2022: Pulsnitz, Ostsächsische Kunsthalle („Figur & Figurine“; mit Helmut Heinze)

### Teilnahme an zentralen und wichtigen regionalen Ausstellungen in der Zeit der DDR
- 1971: Prag, II. Prager Quadriennale
- 1977/1978, 1982/1983 und 1987/1988: VIII. bis X. Kunstausstellung der DDR
- 1979 und 1985: Dresden, Bezirkskunstausstellungen
- 1981: Berlin, Ausstellungszentrum am Fernsehturm („Bild und Szene“)